# گابریل گوبن
گابریل گوبن (فرانسوی: Gabriel Gobin‎؛ ‏ ۱۲ مهٔ ۱۹۰۳ – ۹ فوریهٔ ۱۹۹۸) بازیگر اهل بلژیک بود. وی بین سال‌های ۱۹۴۷ تا ۱۹۹۰ میلادی فعالیت می‌کرد.

## گزیدهٔ فیلم‌شناسی
- راه شیری (۱۹۶۹)
- بازی کثیف (۱۹۶۵)
- خاطرات یک کلفت (۱۹۶۴)
- هر شماره‌ای می‌تواند برنده باشد (۱۹۶۳)
- بلوار (۱۹۶۰)
- آقای ونسان (۱۹۴۷)